# تایسی ایسوه
تایسی ایسوه (انگلیسی: Taisei Isoe؛ زادهٔ ۱۹ آوریل ۱۹۹۷) بازیکن فوتبال اهل ژاپن است.